# Aphilas

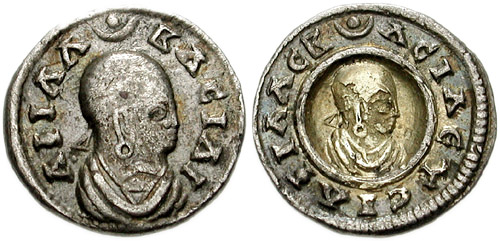
Münze des Aphilas

Aphilas war ein König des Aksumitisches Reiches in Afrika. Er regierte am Beginn des vierten Jahrhunderts und ist fast nur durch seine Münzen bekannt. Diese Prägungen sind durch eine Reihe von Experimenten gekennzeichnet. Sie zeigen unterschiedliche, später nicht mehr gebrauchte Gewichte und er prägte die kleinste jemals in Subsaharaafrika herausgegebene Goldmünze, die ein sechzehntel des römischen Aureus darstellte. Diese Münzen tragen die Aufschrift AΦΙ/ΛAC/BACI/ΛEY (Aphilas, der König), andere Münzen bezeichnen Aphilas explizit als König der Axumiten und als Mann (?) von Dimele.

## Weitere Könige
- Liste der Könige von Aksum